# بيري هارينجتون
بيري هارينجتون (بالإنجليزية: Perry Harrington)‏ هو لاعب كرة قدم أمريكية أمريكي، ولد في 13 مارس 1958.

## وصلات خارجية
- بيري هارينجتون على موقع مرجع كرة القدم المحترفة.كوم (الإنجليزية)